# John Brander
John Brander (né le 26 mai 1817 à Pitgaveny, près d’Elgin en Écosse, et mort le 15 juillet 1877 à Papeete) est un marchand écossais et armateur particulièrement engagé dans le Pacifique Sud.

## Biographie
John Brander, né le 27 mai 1817 à Pitgaveny à Elgin dans le Morayshire en Écosse, est l'enfant illégitime d'un propriétaire foncier. Adolescent, il sauve son demi-frère aîné de la noyade, qui le remercie par un don de 400 £.
Ambitieux et désireux d'échapper à la stigmatisation de sa naissance, John utilise cet argent pour se rendre en Tasmanie et à Tahiti. Là-bas, il fonde la Maison Brander, qui devient rapidement la maison de commerce la plus importante et la plus prospère du Pacifique Sud. À Tahiti, aux Marquises et aux îles Cook, il cultive des cocoteraies, du café, du coton et des oranges, exploite une raffinerie de sucre, pêche des perles et développe son propre commerce de goélettes entre les différentes îles et archipels de Polynésie, d'Amérique du Nord et du Sud et d'Europe.

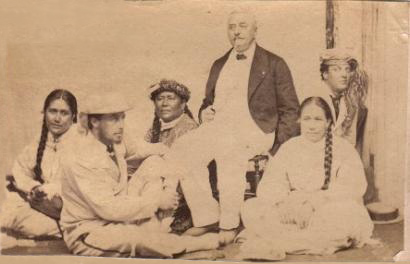
Portrait de John Brander et de son épouse Titaua en 1870

En tant que propriétaire foncier, il est alors l'un des notables de Tahiti. En 1856, il s'associe avec Alexander Salmon et épouse sa fille Titaua (1842-1898), issue de son mariage avec la princesse Oehau (1821-1897), la sœur adoptive de la reine Pōmare IV. De ce mariage naissent neuf enfants entre 1856 et 1876. Il fait construire la Maison blanche de Hitimahana à Mahina. 
Sur l'île de Pâques, il fonde une grande ferme ovine destinée à la production de laine destinée à l'exportation. En 1868, il la confie au Français Jean-Baptiste Dutrou-Bornier, mais l'expansion des pâturages restreint et décime considérablement l'habitat des habitants indigènes de l'île. Après l'assassinat de Dutrou-Bornier en 1876, le territoire de l'île de Pâques est attribué à John Brander et à ses héritiers après un long litige devant les tribunaux français. Il décède en 1877 à Tahiti. 
La fille aînée de John Brander, Margaret, se marie le 18 avril 1872 avec Heinrich August Schlubach, marchand hambourgeois et consul impérial. Elle s'installe avec lui au Chili.